# Paulin Frydman
Paulin Frydman (ur. 26 maja 1905 w Warszawie, zm. 2 lutego 1982 w Buenos Aires) – polski szachista pochodzenia żydowskiego, od początku lat 40. XX wieku reprezentant Argentyny, mistrz międzynarodowy od 1955 roku.

## Życiorys
W okresie międzywojennym Frydman był jednym z najsilniejszych warszawskich szachistów. W pierwszych indywidualnych mistrzostwach Polski w 1926 roku zdobył tytuł wicemistrza kraju, zajmując drugie miejsce za Dawidem Przepiórką. Uczestniczył w dwóch następnych finałach mistrzostw, w 1927 roku zajął dzielone V-VII miejsce, wraz z Chwojnikiem i Kohnem, a w 1935 - zdobył brązowy medal, za Ksawerym Tartakowerem i Mieczysławem Najdorfem. W 1935 zremisował w Warszawie w meczu przeciwko Rudolfowi Spielmannowi. Czterokrotnie zdobył tytuł mistrza Warszawy (1931, 1932, 1933, 1936). W 1937 zdobył w reprezentacji miasta Warszawy tytuł drużynowego mistrza Polski.
W 1928 roku zadebiutował na olimpiadzie szachowej w Hadze. Jako jedyny z polskich szachistów uczestniczył we wszystkich siedmiu przedwojennych olimpiadach, w których polska reprezentacja brała udział. Zdobył łącznie dziesięć medali olimpijskich (sześć w drużynie i cztery indywidualnie), w tym złoty medal za drużynowe zwycięstwo w Hamburgu, w 1930 roku. We wszystkich swoich występach był silnym punktem zespołu, w 91 ogółem rozegranych partiach zdobywając 61 punktów (67%). Był również liderem polskiej reprezentacji na nieoficjalnej olimpiadzie szachowej w Berlinie w 1936, na której Polska zajęła drugie miejsce. Z indywidualnych osiągnięć Frydmana najcenniejsze były zwycięstwa w międzynarodowych turniejach w Budapeszcie (w 1934 roku) i Helsinkach (1935), przed Paulem Keresem, którego pokonał w bezpośrednim pojedynku.
Wybuch II wojny światowej zastał polskich reprezentantów w Argentynie, gdzie rozgrywano właśnie ósmą olimpiadę. Podobnie jak Najdorf, Frydman pozostał w Buenos Aires, gdzie brał czynny udział w życiu szachowym, uczestnicząc m.in. w turniejach międzynarodowych: w 1941 roku Mar del Plata - IV-V miejsce, Buenos Aires - III (za Najdorfem i Stahlbergiem), Buenos Aires - I (przed Czerniakiem), Sao Pedro - III-IV. W 1942 ze względów zdrowotnych musiał wycofać się z wyczynowego życia szachowego.
W 1941 założył w centrum miasta kawiarnię szachową, która zapewniła mu niezależność finansową. Przyjaźnił się z Witoldem Gombrowiczem, który był miłośnikiem szachów i stałym bywalcem jego kawiarni. W 1978  przy okazji odbywającej się w Argentynie kolejnej olimpiady szachowej został razem z Najdorfem udekorowany przez polską delegację medalem 50-lecia Polskiego Związku Szachowego.
Według retrospektywnego systemu Chessmetrics, najwyżej sklasyfikowany był w grudniu 1934, zajmował wówczas 19. miejsce na świecie.